# El Djem
El Djem (sau El Jem, l.arabă الجم ) este un oraș cu cca 18.000 locuitori în Tunisia (provincia Mahdia), fundat pe ruinele orașului antic roman Thysdrus.

## Obiective turistice
- Amfiteatrul roman, cu o capacitate de 35.000 spectatori, este al treilea ca mărime în fostul Imperiu Roman, după Colosseum-ul din Roma și amfiteatrul din Santa Maria Capua Vetere (Italia). A fost construit de către localnicii bogați în secolul al III-lea, nu de către romani. Finisarea sa a avut loc în anul 238 d.C. pe timpul proconsulului Gordianus I, fiind construit pentru lupte ale gladiatorilor, pentru execuțiile publice ale creștinilor și pentru spectacole de circ. Amfiteatrul a fost înscris în anul 1979 pe lista patrimoniului mondial UNESCO.
- Muzeul arheologic, cu piese din perioada romană.

## Galerie de imagini

El Djem - Amfiteatrul roman (exteriorul)
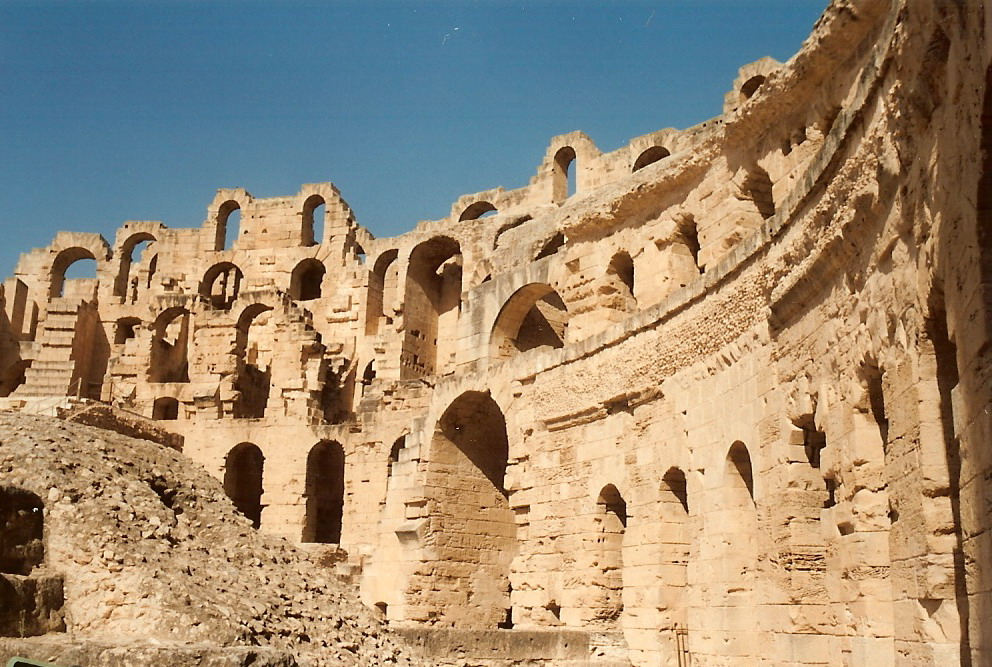
El Djem - Amfiteatrul roman (interiorul)
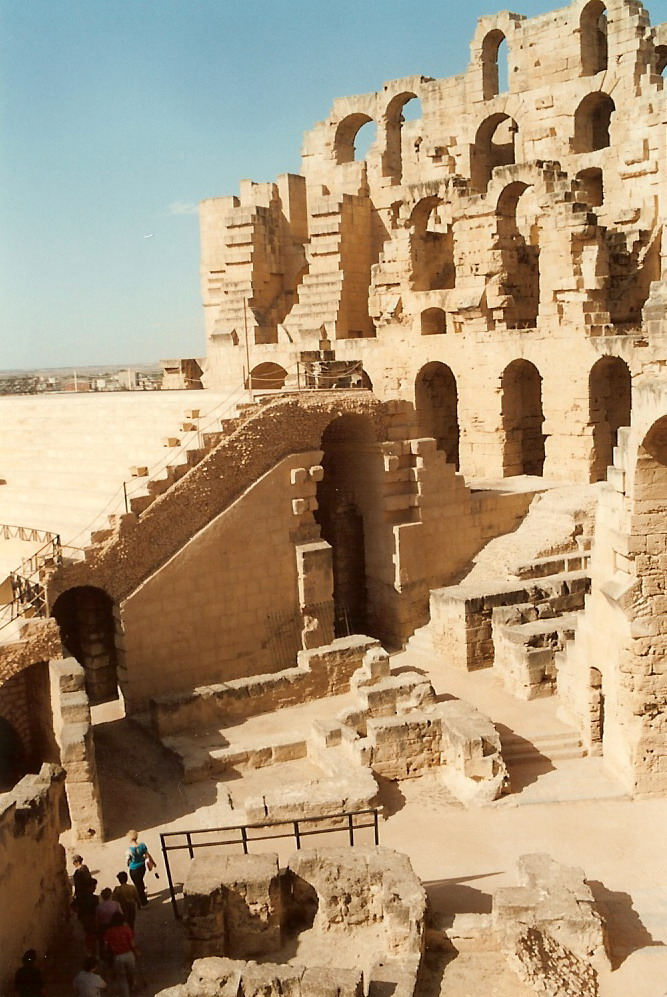
El Djem - Amfiteatrul roman (interiorul)
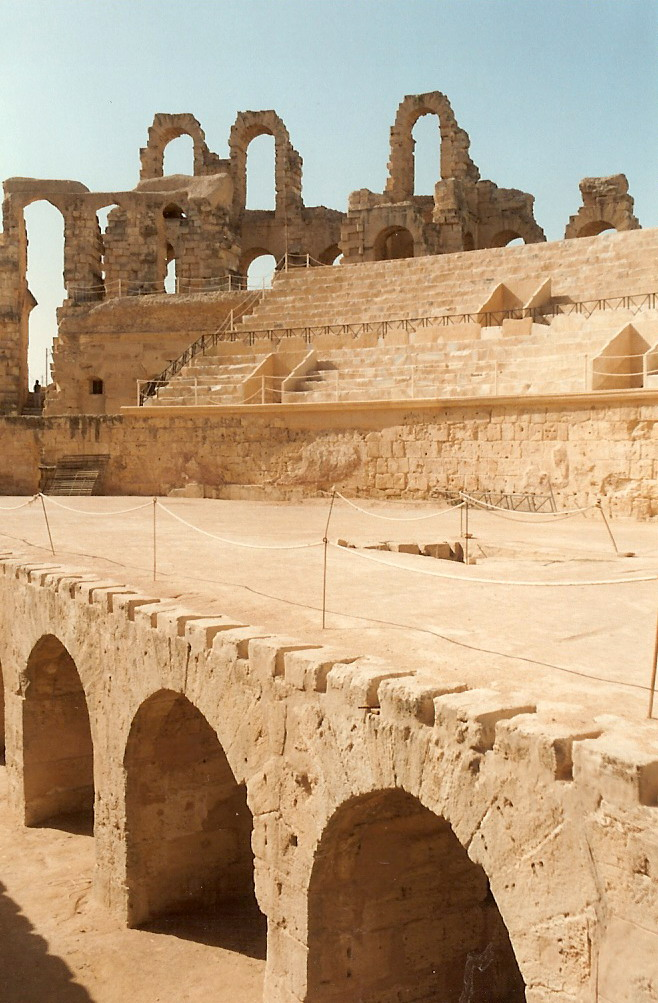
El Djem - Amfiteatrul roman (interiorul)